# Tantalus Park
Tantalus Park är en park i Kanada.   Den ligger i provinsen British Columbia, i den sydvästra delen av landet, 3 500 km väster om huvudstaden Ottawa. Tantalus Park ligger 803 meter över havet.
Terrängen runt Tantalus Park är huvudsakligen bergig, men österut är den kuperad.Närmaste större samhälle är Squamish, 18,3 km sydost om Tantalus Park.
Trakten runt Tantalus Park är permanent täckt av is och snö. Trakten runt Tantalus Park är nära nog obefolkad, med mindre än två invånare per kvadratkilometer.